# ازدواج در دوره ساسانی
ازدواج در دوره ساسانی در جامعهٔ ساسانی، زنان جوان وقتی به سنّ پانزده یا گاهی حتی جوان‌تر می‌رسیدند برای ازدواج آماده محسوب می‌شدند. وظیفهٔ مذهبی پدر این بود که شوهر مناسبی برای دخترش پیدا کند و توصیه می‌شد که شوهر، باهوش، با تربیت و صاحب زمین زراعی می‌بود. علاوه بر این، وظیفهٔ پدر یا قیّم این بود که نمایندهٔ عروس در مذاکرات قرارداد ازدواج باشد. این قرارداد، پول و ملکی که به عروس تعلّق می‌گرفت را تعیین می‌کرد، و میزان نفوذ شوهر و محدودیت‌هایی که بر زن می‌توانست اعمال کند را مشخص می‌کرد.
متون ادبی پس از اسلام و نگاره‌های دوره ساسانی هردو بر حضور آزادانه زنان در مجالس بزم تأکید دارند. زن و شوهر هر دو از حقّ طلاق برخوردار بودند و برای آنان گواهی طلاق صادر می‌شد

### طلاق
بدون توجه به نوع ازدواج، جهیزیه و هزینهٔ عروسی همیشه برای زن است. شوهر وظیفه دارد به عروس جدید خود یه هدیه به همراه مبلغی که تعیین شده است اهدا کند. حین طلاق هم این هدایا و مبلغ متعلق به زن است و مرد نمی‌تواند از پرداخت آن مبلغ امتناع کند.قبول این امر در الزامات و احکام ازدواج نقش مهمی دارد. برای طلاق، هر دو طرف باید توافق داشته باشند، هرچند که مواردی استثنا نیز وجود دارد. در صورت مقصر شناخته شدن زن در انجام برخی فعالیت‌ها از جمله فحشا، جادوگری، امتناع از انجام یکی از وظایف خود، عدم تمکین، عدم برقراری رابطه جنسی هنگام قاعدگی، کتمان این وضعیت که قاعدگی وجود داشته است، انجام زنا یا ارتکاب گناهی عمدی که می‌توانست روح و جسم را بیازارد، شوهر می‌تواند بدون رضایت زن، خواستار طلاق شود.

### اطّلاعات دیگر در مورد ازدواج
دین زرتشتی در جامعهٔ ساسانی، منجر به شیوع ازدواج با جگرگوشه‌ها شد. رهبران مذهبی زمانه، ازدواج درون خانواده را تشویق می‌کردند و مدعی بودند که این مسئله به تقلید از خود خلقت است. علاوه بر این، کاهنان ادعا می‌کردند که ازدواج با محارم، «پسران قدرتمندتر و دختران با تقوی‌تر و فرزندان با کیفیت و کمیت بیشتر تولید می‌کند و به خلوص نژاد و انتشار آن کمک می‌کند». این مسئله با مقاومت بسیاری روبرو شد که منجر به تغییر مذهب بسیاری به مسیحیت گردید و گفته می‌شود از علت‌های سقوط دین زرتشتی است. نکته مورد اشاره دیگر این است که چند همسری به امکانات مرد وابسته بود. در نتیجه، میزان چند همسری در قشر فرودست به اندازه قشر ثروتمند نبود، چرا که استطاعت آن وجود نداشت.

## ازدواج موقت و جانشین واسطه‌ای
در دوره ساسانی به جز ازدواجِ پادشاه‌زنی (ازدواج دائم) سه نوع ازدواج موقت وجود داشت که عبارتند از:
1. ازدواج موقت چگری: اگر از ازدواج پادشاه‌زنی، فرزند پسری حاصل نشود، زن باید از طریق ازدواج چگری فرزند ذکوری را به عنوان جانشین و وارث به دنیا آورد و این فرزند به شوهر اول تعلق می‌گیرد.[۶]
2. ازدواج موقت ایوکن/ ایوگین (AYŌKĒN): در صورتی که زنِ مرد متوفی در قید حیات نباشد، اما مرد متوفی دختر یا خواهری داشته باشد، آن دختر یا خواهر موظف است تحت عنوان ایوکن، به‌طور موقت ازدواج کند تا برای پدر یا برادر خود وارث و جانشین به دنیا بیاورد. در واقع، اصطلاح ایوکن به دختر یا خواهر مردی متوفی گفته می‌شود که وظیفه دارد برای آن مرد متوفی فرزند پسری توسط ازدواج با مردی دیگر به دنیا بیاورد.[۷] وقتی مردی فوت نماید و زن اصلی یا فرزندان یا پسرخوانده یا قیم یا برادر شریکی ندارد جز یا دختر که او هم ازدواج نکرده است، آن دختر ایوکن پدر می‌شود و همان حقوقی را خواهد داشت که اگر پدر پادشاه زنی داشت. هیچ مردی نمی‌تواند او را به عنوان پادشاه زن به همسری درآورد و فرزندانی که به دنیا آورد شرعاً متعلق به پدرش می‌باشد فرزندان این زن وارثان قانونی پدر یا برادر آن زن هستند. در ازدواج ایوکینی زن وشوهر از یکدیگر ارث نمی‌برند و شوهر سالار زن نیست.[۸]
3. ازدواج موقت ستوری: اگر مرد متوفی، خواهر یا دختر نیز نداشته باشد، برای تأمین وارث و جانشین او ستور منصوب می‌کنند. ستور به زنی گفته می‌شود که موظف است پس از ازدواج ستوری با یک مرد همهٔ اموال و دارایی مرد متوفی را در اختیار داشته باشد تا وقتی که پسری به دنیا بیاورد و پس از بالغ شدن پسر مالی که در تملک اوست را به پسر بدهد.[۶]

### جانشین واسطه‌ای و پیچیده شدن اصل و نسب
موضوعی که گیج‌کننده شده است، وجود سیستم‌هایی است که به نام‌های «جانشین میانی» و «جانشین واسطه‌ای» شناخته می‌شوند. جانشینی روش پذیرفته شده‌ای بود که اگر مردی بدون به جا گذاشتن وارث می‌مرد، زن شخص درگذشته به‌طور موقت با مرد دیگری به منظور ایجاد جانشینی برای گرفتن ارث ازدواج می‌کرد. ظاهراً تمام فرزندان این زوج قانوناً به عنوان فرزندان مرد متوفی به‌شمار می‌رفتند و در صورت تولد وارث مرد، عقد ازدواج موقت منحل می‌شد. حال در صورتی که مرد متوفی همسری به دلیل طلاق یا مرگ نداشت، دختر و خواهرانش وظیفه این جانشینی میانی را به عهده می‌گرفتند و این موضوع اصل و نسب فرزندان را پیچیده می‌کرد. یک دختر یا خواهر ممکن بود با مرد دیگری ازدواج کند و فرزندانی داشته باشد که از نظر فنی و ظاهری فرزندان مرد متوفی (یعنی پدر یا برادر زنی که زایمان کرده است) شمرده شوند. اگرچه از نظر بیولوژیکی کودک محصول ازدواج بین دو فرد متفاوت است، اما سیستم حقوقی ساسانی با آنها به عنوان فرزند یک پدر و دخترش یا خواهرش یا فرزند یک خواهر با برادرش رفتار می‌کرد. احتمالاً اشاره به ازدواج‌های بسیار نزدیک، ممکن است در واقع ازدواج‌های ساختگی از این نوع باشد.
هدف از «نیابت جانشین»، اطمینان از جانشین مرد است. در مورد جانشینی میانی، زن نزدیک به مرد متوفی ملزم به ازدواج با مرد دیگری است، اما به نظر می‌رسد که این نظام چنین محدودیتی ندارد و به زن و مرد اجازه می‌دهد به جای مرد متوفی ازدواج کنند و پسری که از آنها متولد می‌شود، جانشین می‌شود. اگر از این روش استفاده می‌شد، هرکسی می‌توانست با زن و مرد ازدواج کند و صاحب پسر شود و با آن پسر به عنوان وارث رفتار شود. در واقع، به نظر می‌رسد که یک رویکرد رایج این باشد که پسر خود را به عنوان نیابتی برای این نیابت جانشین تعیین می‌کردند و سپس نوه (بیولوژیکی) را که در خانواده متولد شده است، فرزند خود حساب می‌کردند (از نظر حقوقی).
در اواخر امپراتوری ساسانی، نداشتن یک وارث مرد به یک معضل بزرگ تبدیل شده بود و برخی از مردم مجبور به تعیین یک نایب برای به وجود آوردن یک وارٍث مرد برای خود می‌شدند. در این صورت فرزند متولد شده از نایب، هر چند ارتباط بیولوژیکی با آنها نداشت اما از نظر فنی و حقوقی فرزند خود شخص محسوب می‌شد. اگر آن فرزند حقوقی با فرزند بیولوژیک یک شخص ازدواج می‌کرد، از نظر ظاهری شرعاً ازدواج بین خواهر و برادر صورت گرفته بود. شاید واقعاً ازدواج‌های زیادی از این دست وجود داشت، جایی که یک زوج از نظر قانونی خویشاوند نزدیک اما از نظر بیولوژیکی کاملاً غریبه بودند. یکی از دلایل این سیستم پیچیده، این رسم بود که تنها مردان می‌توانستند وارث تجارت خانوادگی باشند.